# Sędziszew
Sędziszew – osada w Polsce położona w województwie wielkopolskim, w powiecie krotoszyńskim, w gminie Krotoszyn. Miejscowość wchodzi w skład sołectwa Duszna Górka.
W latach 1975–1998 miejscowość położona była w województwie kaliskim.
We wsi stoi pomnik Konrada Wallenroda z 1913.